# Кети Кесиди
Кети Кесиди (енгл. Cathy Cassidy, Ковентри, 13. јун 1962) енглеска је ауторка белетристике за младе. Рођена је у Ковентрију, Варвикшир. Неколико година је живела у близини града Њу Галовеј у Шкотској, где је започела писање својих романа, али се након тога вратила у Енглеску где и сада живи. Написала је 30 књига и неколико електронских књига. Такође је била Тетка Савета у часопису за тинејџере Shout, а тренутно има серију од четири књиге о Дејзи Стар за млађu децу и серију књига под називом Бомбоњера за девојчице за старију децу.

## Лични живот
Кети Кесиди сада живи у Виралу, Мерзисајд, са својим супругом Лијамом. Има двоје деце, Калума и Кејтлин. Више од 35 година је вегетаријанка, а била је и веган 8 година. Пас у њеној првој књизи настао је по угледу на њеног мешанца, Келпија. Кети Кесиди је 12 година била Тетка Савета у тинејџерском часопису Shout и дуги низ година предавала је уметност у локалним основним школама. Похађала је Политехнички факултет у Ливерпулу, где је студирала илустрацију. Нацртала је све илустрације на предњим корицама и све илустрације у књигама о Дејзи Стар.

## Награде и почасти
Кети Кесиди је три пута номинована за награду Queen of Teen: 2008. (када је основана), 2010. и 2012. године. Добитници награде су Сара Веб, Луиз Ренисон и Сара Менинг. Кети Кесиди је 2010. била проглашена победником од стране обожавалаца, а 2012. године била је другопласирана после Морин Џонсон.

## Књиге
- Дејзи Стар

1. Засијај, Дејзи Стар (2009)
2. Дејзи Стар и ружичаста гитара (2010)
3. Позирај, Дејзи Стар (2011)
4. Дејзи Стар ола-ла! (2012)

- Чоколадна кутија за девојке

1. Слаткица (2010)
2. Чоколадно небо (2011)
3. Самерин сан (2012)
4. Карамела Коко (2013)
5. Слатка Хани (2014)
6. Fortune Cookie (2015)
7. The Chocolate Box Secrets (2015)
8. Bittersweet (2013)
9. Chocolates and Flowers (2014)
10. Hopes and Dreams (2014)
11. Moon and Stars (2014)
12. Life is Sweet (2015)
13. Chocolate Box Girls Collection (omnibus) (2015)

- Изгубљено и нађено

1. Love from Lexie (2017)
2. Sami's Silver Lining (2018)
3. Sasha's Secret (2019)
4. Forever Phoenix (2020)

- Романи

1. Дизи (2004)
2. Индиго плава (2005)
3. Наплављено дрво (2005)
4. Скарлет (2006)
5. Срце од сладоледа (2007)
6. Срећна звезда (2007)
7. Медена (2008)
8. Анђеоска торта (2009)
9. Looking-Glass Girl (2015)
10. The Broken Heart Club (2016)

- Омнибус

1. Дејзи Стар и ружичаста гитара / Позирај, Дејзи Стар / Засијај, Дејзи Стар / Her Evil Twin / This Totally Bites (2011) (са Мими Мекој)

- Збирке

1. Our City (2008) (са Џоном Фарделом и Вивиан Френч)

- Новеле

1. Ice Cream and Dreams (2008)
2. Snowflakes and Wishes (2014)

- Остала дела

1. The Cathy Cassidy Dreams and Doodles Daybook (2008)
2. Letters to Cathy  (2009)[2]